# Friedrich Daume
Friedrich Daume (* 12. Februar 1926 in Wien; † 25. März 1977 ebenda) war ein österreichischer Mediziner und Funktionär.

## Leben
Der Arzt Friedrich Daume war lange Jahre als Funktionär in verschiedenen Standesorganisationen Österreichs tätig. Bereits 1954 war er Obmann der Sektion Spitalsärzte der Wiener Ärztekammer. Von 1962 bis 1977 bekleidete er das Amt des Präsidenten der Wiener Ärztekammer, war daneben auch 1968 bis 1974 Präsident der Österreichischen Ärztekammer und 1974 bis 1977 deren Vizepräsident.

## Ehrungen
- Ehrenzeichen für Verdienste um die Republik Österreich (1969)
- Großes Ehrenzeichen der Wiener Ärztekammer (1973)
- Ehrenring der Österreichischen Ärzteschaft (1974)
- Großes Silbernes Ehrenzeichen der Stadt Wien (1977)
- Benennung der Daumegasse in Wien-Favoriten (1982)